# Подгорное (Белогорский район)
Подго́рное (до 1948 г. Каясты́ Тата́рские и Каясты́ Болга́рские; укр. Підгірне, крымскотат. Qaya Astı, Къая Асты) — исчезнувшее село в Белогорском районе Республики Крым, включённое в состав Литвиненково. Сейчас северная окраина села.

## История
Первое документальное упоминание села встречается в Камеральном Описании Крыма… 1784 года, судя по которому, в последний период Крымского ханства Кая Алты входил в Зуинский кадылык Акмечетского каймаканства. После присоединения Крыма к России (8) 19 апреля 1783 года, (8) 19 февраля 1784 года, именным указом Екатерины II сенату, на территории бывшего Крымского Ханства была образована Таврическая область и деревня была приписана к Симферопольскому уезду. После Павловских реформ, с 1796 по 1802 год, входила в Акмечетский уезд Новороссийской губернии. По новому административному делению, после создания 8 (20) октября 1802 года Таврической губернии, Каясты был включён в состав Кадыкойскои волости Симферопольского уезда.
По Ведомости о всех селениях в Симферопольском уезде состоящих с показанием в которой волости сколько числом дворов и душ… от 9 октября 1805 года в деревне Каялты числилось 14 дворов, 86 крымских татар и 2-е ясыров. На военно-топографической карте генерал-майора Мухина 1817 года деревня не отмечена, но, после реформы волостного деления 1829 года деревню Каястли, как жилую, согласно «Ведомости о казённых волостях Таврической губернии 1829 года», переподчинили из Кадыкойской волости в Айтуганскую. На карте 1836 года в деревне 25 дворов, как и на карте 1842 года.
В результате земской реформы Александра II административно-территориальное деление было изменено и, деревня была отнесена к Зуйской волости. Согласно «Списку населённых мест Таврической губернии по сведениям 1864 года», составленному по результатам VIII ревизии 1864 года, Каясты — владельческая татарская деревня с 2 дворами, 12 жителями, 2 мечетями и древним текие Кырк-Азиз при речке Зуе. На трёхверстовой карте 1865—1876 года в деревне обозначено 18 дворов.
После земской реформы 1890-х годов деревню подчинили воссозданной Табулдинской волости. Согласно «…Памятной книжке Таврической губернии на 1892 год», в деревне Каясты, входившей в Алексеевское сельское общество, было 32 безземельных жителя в 7 домохозяйствах. По «…Памятной книжке Таврической губернии на 1902 год» в деревне Каясты, входившей в Алексеевское сельское общество, числилось 9 жителей в 4 домохозяйствах. По Статистическому справочнику Таврической губернии. Ч.II-я. Статистический очерк, выпуск шестой Симферопольский уезд, 1915 год, в деревне Коясты (скопщики на земле Кипчакских) Табулдинской волости Симферопольского уезда числилось 7 дворов с татарским населением в количестве 51 человек приписных жителей, из которых 21 мужчина и 30 женщин. Жители владели 240 десятинами земли. В хозяйствах имелось 45 лошадей, 26 волов и 11 коров.
После установления в Крыму Советской власти, по постановлению Крымревкома от 8 января 1921 года была упразднена волостная система и село включили в состав вновь созданного Сарабузского района Симферопольского уезда, а в 1922 году уезды получили название округов. 11 октября 1923 года, согласно постановлению ВЦИК, в административное деление Крымской АССР были внесены изменения, в результате которых был ликвидирован Сарабузский район и образован Симферопольский и село включили в его состав. Согласно Списку населённых пунктов Крымской АССР по Всесоюзной переписи 17 декабря 1926 года, в селе Каясты (татарский), Осминского сельсовета Симферопольского района, числилось 42 двора, из них 40 крестьянских, население составляло 184 человека, из них 115 татар, 12 немцев, 57 русских, действовала русско-татарская школа. После образования в 1937 году Зуйского района, село включили в его состав. По данным всесоюзной переписи населения 1939 года в селе проживало 263 человека.
В 1944 году, после освобождения Крыма от фашистов, согласно постановлению ГКО № 5859 от 11 мая 1944 года, 18 мая крымские татары были депортированы в Среднюю Азию. 12 августа 1944 года было принято постановление № ГОКО-6372с «О переселении колхозников в районы Крыма» и в сентябре 1944 года в район приехали первые новоселы (212 семей) из Ростовской, Киевской и Тамбовской областей, а в начале 1950-х годов последовала вторая волна переселенцев из различных областей Украины. С 25 июня 1946 года селение в составе Крымской области РСФСР. Указом Президиума Верховного Совета РСФСР от 18 мая 1948 года, Каясты татарские объединили с селом Каясты болгарские (фактически, опустевшее село Каясты болгарские находилось в километре севернее) и переименовали в Подгорное. 26 апреля 1954 года Крымская область была передана из состава РСФСР в состав УССР. К 1968 году, поскольку в «Справочнике административно-территориального деления Крымской области на 15 июня 1960 года» селение уже не значилось, село присоединили к Литвиненково (согласно справочнику «Крымская область. Административно-территориальное деление на 1 января 1968 года» — в период с 1954 по 1968 годы).

### Динамика численности населения
| - 1805 год — 88 чел. - 1864 год — 12 чел. - 1892 год — 32 чел. - 1902 год — 9 чел. | - 1915 год — 51/0 чел. - 1926 год — 184 чел. - 1939 год — 263 чел. |

## Название
Историческое название села Каясты означает в дословном переводе с крымскотатарского языка «низ скалы» (крымскотат. qaya — скала, ast — низ, qaya astı — низ скалы, подножие скалы). Послевоенное название Подгорное является калькой с исторического названия.